# Quercus garryana
Quercus garryana är en bokväxtart som beskrevs av David Douglas och William Jackson Hooker. Quercus garryana ingår i släktet ekar, och familjen bokväxter.

## Underarter
Arten delas in i följande underarter:
- Q. g. fruticosa
- Q. g. garryana
- Q. g. semota

## Bildgalleri

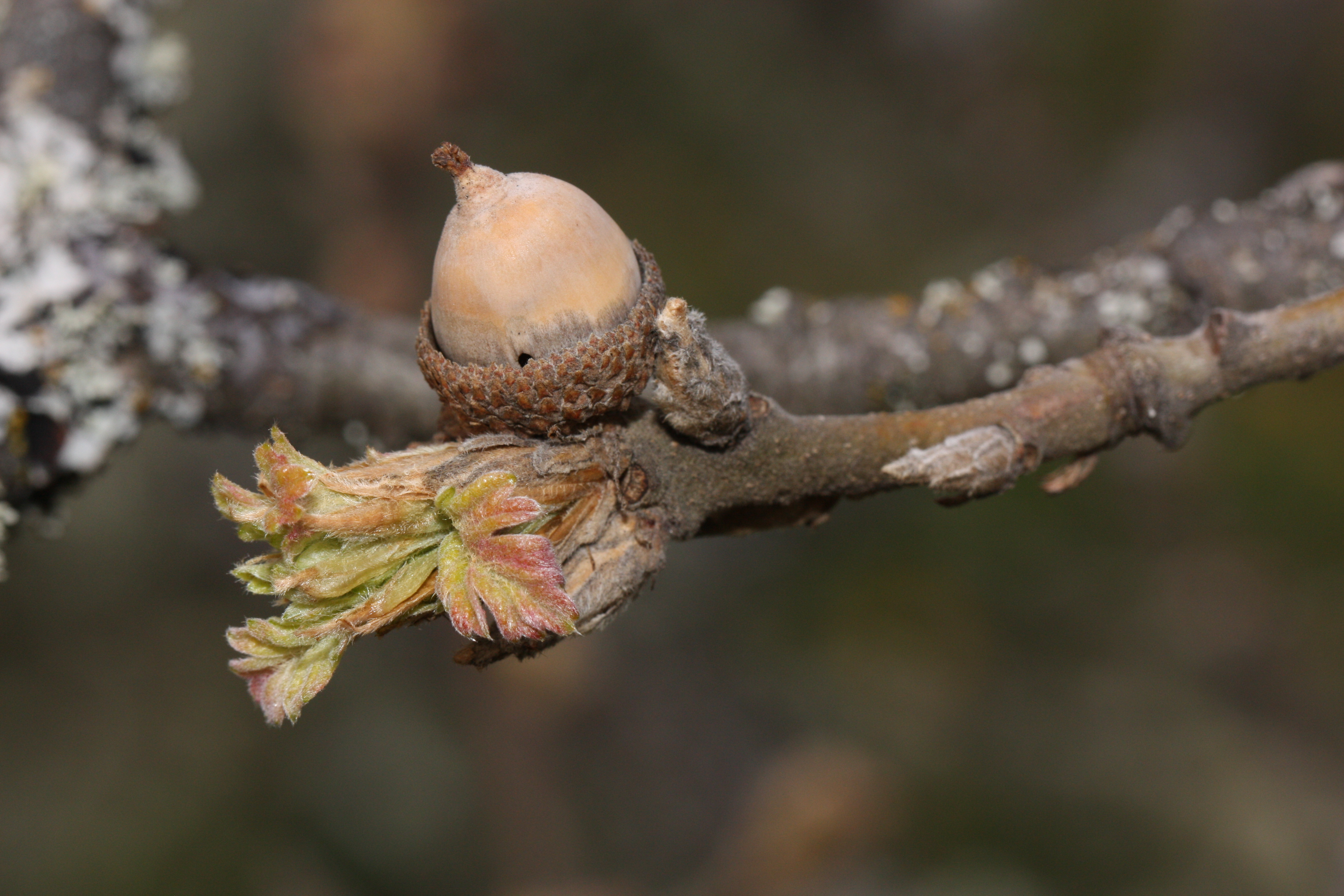
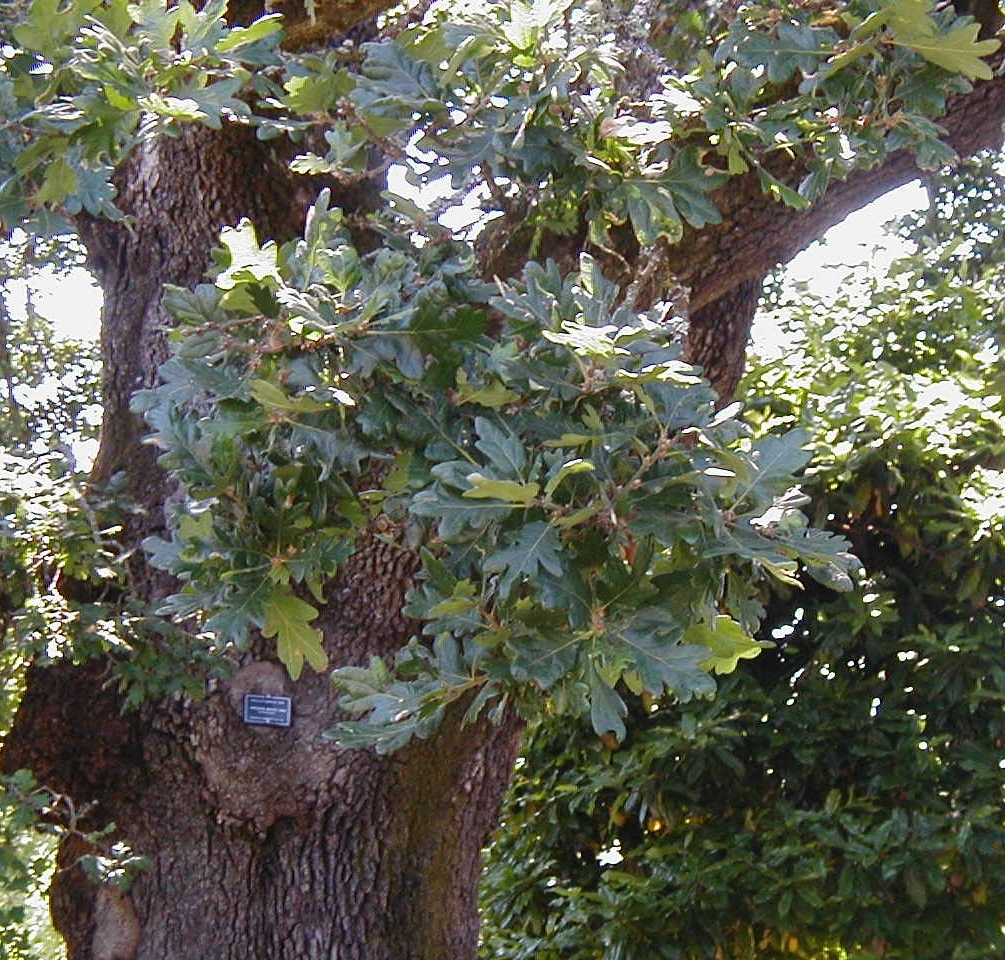
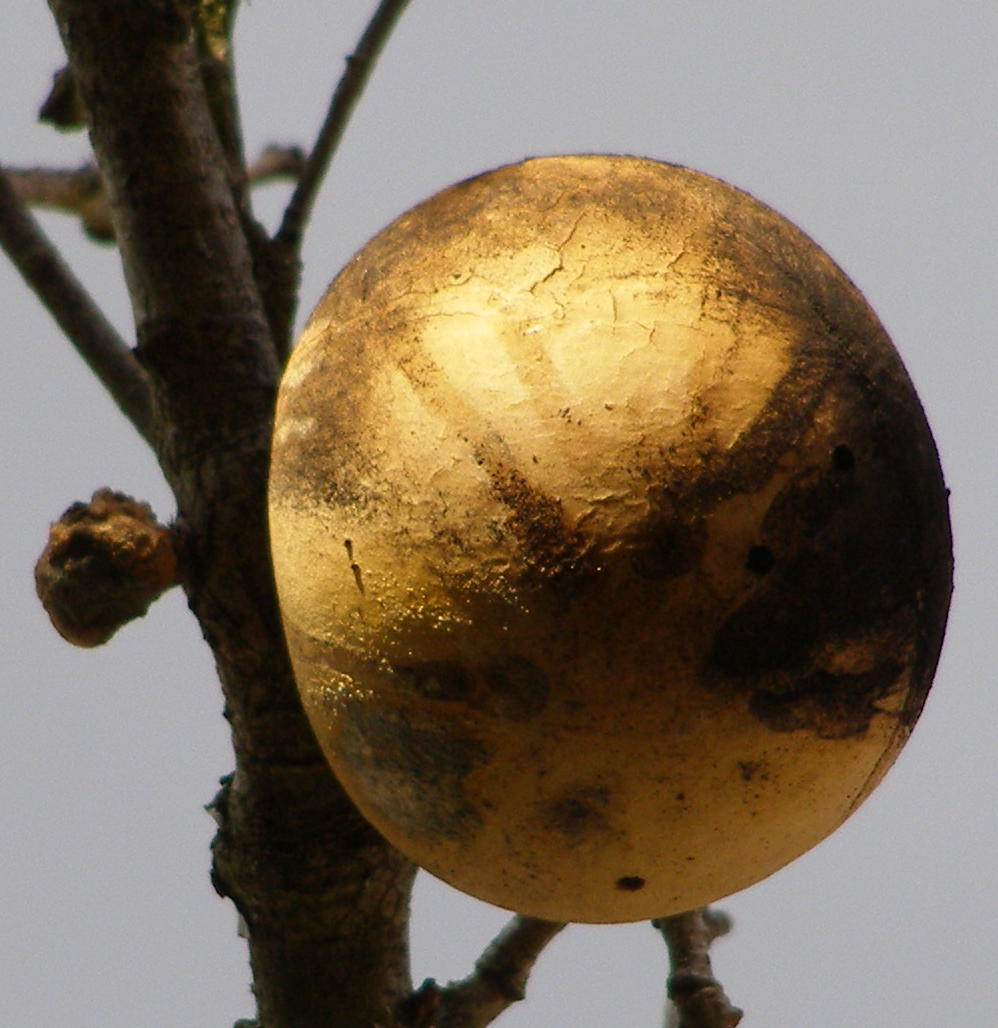
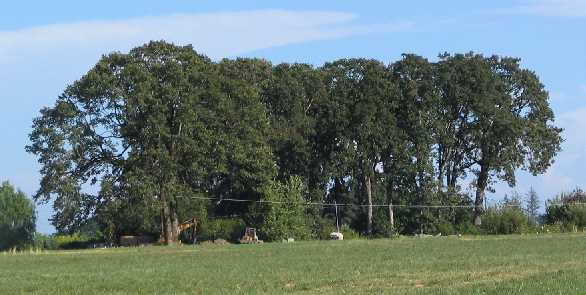